# Hellikon
Hellikon est une commune suisse du canton d'Argovie, située dans le district de Rheinfelden.

Vue aérienne (1950).